# Konrad I Welf
Konrad I Welf, Konrad I Starszy (ur. ok. 800, zm. 22 marca między 862 a 866 rokiem) – hrabia Auxerre, Paryża, Argowii.
Konrad był przedstawicielem starszej linii Welfów. Wśród jego rodzeństwa znalazła się m.in. Judyta Bawarska, żona Ludwika I Pobożnego i Emma Bawarska, żona Ludwika II Niemieckiego. Jego ojcem był Welf I (zm. ok. 824), hrabia z Bawarii, a matką Jadwiga Saska, córka Isambarta z Turgowii, która po śmierci męża została opatką w Chelles.
Dzięki staraniom jego ojca i małżeństwom sióstr Konrad cieszył się wysokim uznaniem na terenie frankijskich księstw. W 830 razem z bratem Rudolfem siłą wygolono mu tonsurę na polecenie Lotara I wskutek wewnętrznych walk na frankijskim dworze i oskarżeń Judyty o zdrady z Bernardem z Septymanii. Około 833/834 razem z cesarzem Ludwikiem pobożnym został uwięziony przez Pepina I Akwitańskiego. W tym okresie jego oko miało zostać w cudowny sposób wyleczone, z wdzięczności za co miał on później ufundować opactwo świętego Germana w Auxerre. Konrad był obok Cobbo Starszego i Alarda Seneszala jednym z trzech ambasadorów wysłanych przez Ludwika II i Karola II Łysego do ich brata Lotara II w celu negocjacji podziału cesarstwa między nimi, uczestniczył w negocjowaniu traktatu z Verdun. Służył początkowo Ludwikowi Niemieckiemu, bowiem jego ziemie leżały głównie w królestwie wschodniofrankijskim. Od około 839 do 849 był władcą Argengau (okolice dzisiejszego Lindau), w 839 Alpgau (dziś Waldshut), w 844 Linzgau (okolice Markdorfu), w 849 został hrabią Paryża.
Około 858 przeszedł na służbę Karola II Łysego, już od wielu lat mając związki zachodnim królestwem m.in. poprzez swoją żonę. W efekcie stracił ziemie podlegające Ludwikowi, ale uzyskał nadanie Auxerre ok. 860. Zmarł między 862 a 866 rokiem, jego następcą został syn Konrad II.
Konrad ożenił się z Adelajdą z Tours, córką Hugo I Trwożliwego i jego żony Avy. Niewykluczone, że po jego śmierci wyszła ona za Roberta IV Mocnego. Doczekali się razem dzieci:
- Welfa (II) (zm. 858), hrabiego Alpgau i Linzgau, jego dalekim potomkiem był Welf III, hrabia Karyntii;
- Konrada II (zm. 876), hrabiego Auxerre, markiza Transjuranii;
- Hugo Opata (zm. 886), arcybiskupa Kolonii od 864 do 870
- Rudolfa, opata San Ricario i Jumièges;
- Judytę, żonę Udo z Neustrii(?).